# محمد باي بن حسين
محمد باي بن حسين أو محمد باي هو باي تونس من 30 ماي 1855 إلى 20 سبتمبر 1859، وهو الباي الحادي عشر من البايات الحسينيين بتونس.و من اهم إنجازلته :*إعلان عهد الأمان سنة 1857م.

## الأوسمة والتشريفات
- نيشان الدم (تونس).